# Villa Georg Gebler
Die Villa für den Radebeuler Fabrikbesitzer Georg Gebler liegt in der Clara-Zetkin-Straße 15 im Stadtteil Alt-Radebeul der Stadt Radebeul in Sachsen. Das mitsamt Einfriedung und Toreinfahrt unter Denkmalschutz stehende Gebäude wurde 1899 von dem Oberlößnitzer Architekten Oswald Haenel entworfen und von Johann Christian Tutsch errichtet.

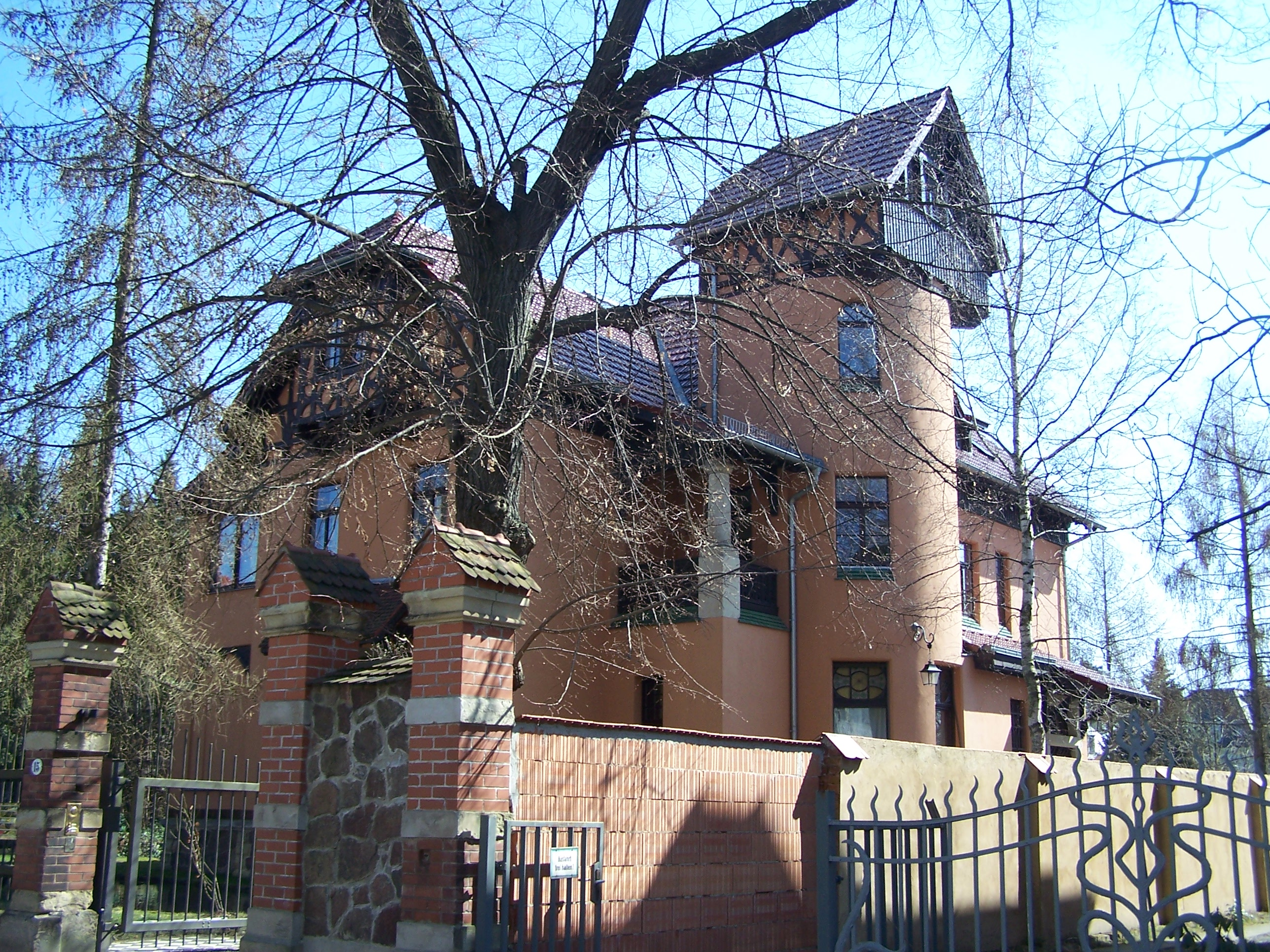
Villa Georg Gebler

## Beschreibung
Georg Gebler war mit seinen beiden Brüdern Kurt und Franz Besitzer der Radebeuler Firma Radebeuler Guss- und Emaillier-Werke vorm. Gebr. Gebler, eines Betriebs im Radebeuler Industriebezirk (Sidonienstraße 22–24), der auf die Produktion von säurefest emaillierten Apparaten für die chemische Industrie spezialisiert war (Gebler-Emaille). Die für Gebler gebaute, repräsentative Villa war ein zweigeschossiges Gebäude mit prächtigen Repräsentationsräumen im Hochparterre (Billardzimmer, Salon), der relativ schlichten Wohnung des Hausherrn im Obergeschoss und einfachsten Personalunterkünften (Mädchenzimmer) im teilweise ausgebauten Dachgeschoss im Stil des Späthistorismus. Vom Billardzimmer führte eine Treppe direkt in den Weinkeller, in welchem die Wände und Gewölbedecke mit Weinlaub-Malereien verziert war. Heute ist jedes Geschoss eine große Etagenwohnung.
Das geputzte Gebäude steht auf einem Bruchsteinsockel und es hat ein lebhaftes, hohes Walmdach. In der Mitte der Straßenansicht befindet sich ein Mittelrisalit, der oben unter einem Krüppelwalmdach einen Fachwerkgiebel mit einem Fachwerkerker trägt. Das Erdgeschossfenster des Risaliten wird durch ein großes Vordach geschützt.
Auf der linken Seite befindet sich eine zweigeschossige Veranda. Auf der rechten Seite des Hauses befindet sich ein überdachter Söller, dahinter steht ein halbrunder Turm mit einem Fachwerkaufsatz unter einem Satteldach mit einem Krüppelwalm auf der Rückseite. Die sparsame Ziegelsteingliederung wird durch grünglasierte Ziegel an den Fenstersohlbänken unterstützt.
Die Einfriedung ist ein Lanzettzaun zwischen verdachten Ziegelsteinpfeilern mit Bändern.